# علم الخلايا الحية عالية الإنتاج
علم الخلايا الحية عالية الإنتاج هو استخدام المعدات والأجهزة الآلية مع تقنيات علم الأحياء الخلوي الكلاسيكية وذلك في معالجة مسائل بيولوجية بعيدة المنال باستخدام الطرق التقليدية. وهذه المعدات والتقنيات ربما تتضمن تقنيات من علم البصريات أو الكيمياء أو الأحياء أو تحليل الصورة لتسمح بالبحث المتوازي السريع مع كيفية عمل الخلايا، وكيفية تفاعلها مع بعضها البعض وكيف تستغل الكائنات الممرضة هذه الخلايا في انتشار المرض.
ويعمل علم الخلايا الحية عالية الإنتاج بوصفه أحد جوانب ما يسمى «بحث أومكس» - على التفاعل بين تكنولوجيا علم الأحياء على نطاق واسع (المجين، البروتيوم، الترنسكربيتوم)، وبين الباحثين في هذا العلم. ويقوم هذا العلم أيضًا بالتركيز على الخلية بشكل محدد وكذلك التركيز على طرق الوصول والدخول إلى الخلية وذلك مثل عملية التصوير أو مصفوفات التعبير الجيني أو الفحص الواسع والدقيق للمجين. والفكرة الرئيسية هي أن تقوم الخلية باتخاذ طرق وأساليب أدائها الطبيعي التي تحدث من تلقاء نفسها وتقوم بعمل العديد منها دون تأثير ذلك على جودتها.
يمكن تعريف عملية البحث في الخلية عالية الإنتاج بأنها عبارة عن التجارب الآلية التي تحدث على نطاق واسع وتتكرر لتصبح مرئية بعد ذلك. وهذا البحث مهم وضروري جدًا لمواجهة العديد من التساؤلات التي تواجه الباحثين في علم الأحياء. وعلى سبيل المثال، يحتوي مجين الإنسان على ما لا يقل عن 21.000 جين، ومن المحتمل أن تساهم جميعها في وظائف عمل الخلية أو المرض. وذلك لكي نتمكن من الحصول على فكرة كيفية تفاعل هذه الجينات مع بعضها البعض وأي من هذه الجينات هو الذي يتفاعل ويتداخل وفي أي مكان يحدث هذا التفاعل والتداخل، ومعرفة أي الطرق الأكثر أهمية في عملية الضم التي تحدث بين الخلية والجين.

## استخدام الروبوتات
ترتبط روبوتات التنظير الشعاعي عالي الإنتاج الكلاسيكي بصورة أساسية مع البَيولُوجْيا الخَلَوِيَّة وذلك باستخدام تقنيات وتكنولوجيا التنظير الشعاعي عالي الإنتاج. وتفرض البَيولُوجْيا الخَلَوِيَّة عالية الإنتاج طرقًا من الممكن أن تحول عملية البحث الروتيني في البَيولُوجْيا الخَلَوِيَّة من البحث على نطاق ضئيل إلى نطاق أوسع وأسرع وبشكل دقيق ومثل هذه الطرق تسمح بعملية البحث السريعة في الوهلة الأولى من ظهور المجين بسرعة كبيرة جدًا.
هذه الطرق تؤكد بشكل أكبر على وظيفة الخلايا بدلاً من عملية الاكتشاف فقط وسيكون لها الأثر الأبرز في عملية الاكتشافات في علم الأحياء التي تتم ونحن نتقدم تجاه نماذج من الخلية كنظام بدلاً من مسارات معزولة.

## استخدام الميكروسكوب وتعداد الكريات
تعتمد تقنية التنظير الشعاعي عالي المحتوى في الغالب على عملية الرصد الرقمي الآلي من خلال الميكروسكوب وتعداد الكريات المتدفق وذلك وفق نظم تكنولوجيا المعلومات التي تستخدم في تحليل وتخزين المعلومات والبيانات.
وهناك غرضان من استخدام تكنولوجيا علم الأحياء المرئية أو «عالية المحتوى»، الغرض الأول هو الحصول على معلومات الحل الزمنية والمكانية التي تقع حال الحدث والغرض الثاني القياس والعد الدقيق وبشكل أوتوماتيكي لهذه المعلومات. وتعتبر أجهزة الحل المكانية هي أجهزة المجهر الآلي والمثالي، وما زال القرار الزماني يتطلب بعض أشكال القياسات الإشعاعية في معظم الحالات. وهذا يعني أن معظم أدوات التنظير الشعاعي عالي الدقة هي عبارة عن (تألق) أجهزة المجهر الإشعاعية والتي ترتبط ببعض مجموعات تحليل الصورة. وهذا من شأنه أن يعتني بكل الخطوات التي يتم اتخاذها في عملية الصور الفلوراسنتية للخلايا ويدعم عملية التقييم السريع والآلي وغير المتحيز للتجارب التي يتم إجراؤها.

## تطور التكنولوجيا
يمكن تعريف التكنولوجيا من خلال كونها في نفس نقطة التطور بأنها منظمات الحمض النووي (دي إن أيه) الأولية والأوتوماتيكية التي اُكتشفت في أوائل حقبة 1990. ولقد كانت تقنية سلسلة الحمض النووي الآلية عبارة عن تقنية تخريبية، وذلك عندما أصبحت تتم بشكل عملي- حتى لو كانت الأجهزة الأولية بها الكثير من القصور- فلقد أفسحت المجال لمشاريع تسلسل المجين كما أنها أنشأت مجال المعلومات الحيوية. ومن الصعب التكهن بتأثير تكنولوجيا القوة والتخريب المتشابهة على جزيئات الخلايا الحية والأبحاث المترجمة، ولكن من الواضح أنه سوف يكون سبب في التغير الكبير في الطرق التي يكتشفها علماء الخلايا الحية والأطباء وعلماء الأدوية.

## وصلات خارجية
- Yale Center for High Throughput Cell Biology
- The Advanced Cell Classifier project (ETH Zurich)